# امامزاده شاه اسماعیل
امامزاده شاه اسماعیل، روستایی از توابع بخش مرکزی شهرستان فسا در استان فارس ایران است.

## جمعیت
این روستا در دهستان جنگل قرار دارد و براساس سرشماری مرکز آمار ایران در سال ۱۳۸۵، جمعیت آن ۱۳ نفر (۵خانوار) بوده‌است.